# Associação quilombola Vila Santa Efigênia e Adjacências
A Associação Quilombola Vila Santa Efigênia e Adjacências representa os quilombos de Vila Santa Efigênia, Embaúbas, Engenho Queimado e Crasto, certificados oficialmente pela Fundação Palmares, presentes nos distritos de Furquim e Cachoeira do Brumado, em Mariana.